# هاجیمه میزوگوچی
هاجیمه میزوگوچی (انگلیسی: Hajime Mizoguchi؛ زادهٔ ۲۳ آوریل ۱۹۶۰) ویولنسل، آهنگساز، تنظیم، تهیه‌کننده اهل ژاپن است.